# Last Train Home
Last Train Home is een nummer van de Amerikaanse zanger John Mayer uit 2021. Het is de vierde single van zijn achtste studioalbum Sob Rock.
Het nummer kent invloeden uit de softrockmuziek uit de jaren tachtig. Mayer zelf heeft aangegeven dat hij zich heeft laten inspireren door muziek uit de jaren tachtig, waaronder Toto en Eric Clapton. Toetsenist Greg Phillinganes en percussionist Lenny Castro (allebei (oud-)leden van onder andere Toto) spelen ook mee op het nummer. Zangeres Maren Morris verzorgt de achtergrondvocalen. "Last Train Home" werd enkel in Nederland een hit. Het bereikte de 14e positie in de Nederlandse Top 40.

## Hitnoteringen

### Nederlandse Top 40
| Hitnotering: 19-06-2021 tot heden | Hitnotering: 19-06-2021 tot heden | Hitnotering: 19-06-2021 tot heden | Hitnotering: 19-06-2021 tot heden | Hitnotering: 19-06-2021 tot heden | Hitnotering: 19-06-2021 tot heden | Hitnotering: 19-06-2021 tot heden | Hitnotering: 19-06-2021 tot heden | Hitnotering: 19-06-2021 tot heden | Hitnotering: 19-06-2021 tot heden | Hitnotering: 19-06-2021 tot heden | Hitnotering: 19-06-2021 tot heden | Hitnotering: 19-06-2021 tot heden | Hitnotering: 19-06-2021 tot heden | Hitnotering: 19-06-2021 tot heden | Hitnotering: 19-06-2021 tot heden | Hitnotering: 19-06-2021 tot heden | Hitnotering: 19-06-2021 tot heden | Hitnotering: 19-06-2021 tot heden |
| Week:                             | 1                                 | 2                                 | 3                                 | 4                                 | 5                                 | 6                                 | 7                                 | 8                                 | 9                                 | 10                                | 11                                | 12                                | 13                                | 14                                | 15                                | 16                                | 17                                | 18                                |
| --------------------------------- | --------------------------------- | --------------------------------- | --------------------------------- | --------------------------------- | --------------------------------- | --------------------------------- | --------------------------------- | --------------------------------- | --------------------------------- | --------------------------------- | --------------------------------- | --------------------------------- | --------------------------------- | --------------------------------- | --------------------------------- | --------------------------------- | --------------------------------- | --------------------------------- |
| Positie:                          | 26                                | 18                                | 18                                | 17                                | 16                                | 14                                | 16                                | 21                                | 21                                | 20                                | 16                                | 14                                | 15                                | 15                                | 19                                | 19                                | 26                                | 32                                |

### NederlandseSingle Top 100
| Hitnotering: 12-06-2021 tot heden | Hitnotering: 12-06-2021 tot heden | Hitnotering: 12-06-2021 tot heden | Hitnotering: 12-06-2021 tot heden | Hitnotering: 12-06-2021 tot heden | Hitnotering: 12-06-2021 tot heden | Hitnotering: 12-06-2021 tot heden | Hitnotering: 12-06-2021 tot heden | Hitnotering: 12-06-2021 tot heden | Hitnotering: 12-06-2021 tot heden | Hitnotering: 12-06-2021 tot heden | Hitnotering: 12-06-2021 tot heden | Hitnotering: 12-06-2021 tot heden | Hitnotering: 12-06-2021 tot heden | Hitnotering: 12-06-2021 tot heden | Hitnotering: 12-06-2021 tot heden | Hitnotering: 12-06-2021 tot heden | Hitnotering: 12-06-2021 tot heden | Hitnotering: 12-06-2021 tot heden | Hitnotering: 12-06-2021 tot heden |
| Week:                             | 1                                 | 2                                 | 3                                 | 4                                 | 5                                 | 6                                 | 7                                 | 8                                 | 9                                 | 10                                | 11                                | 12                                | 13                                | 14                                | 15                                | 16                                | 17                                | 18                                | 19                                |
| --------------------------------- | --------------------------------- | --------------------------------- | --------------------------------- | --------------------------------- | --------------------------------- | --------------------------------- | --------------------------------- | --------------------------------- | --------------------------------- | --------------------------------- | --------------------------------- | --------------------------------- | --------------------------------- | --------------------------------- | --------------------------------- | --------------------------------- | --------------------------------- | --------------------------------- | --------------------------------- |
| Positie:                          | 53                                | 90                                | 61                                | 48                                | 45                                | 40                                | 20                                | 31                                | 37                                | 42                                | 45                                | 48                                | 46                                | 59                                | 59                                | 69                                | 72                                | 77                                | 78                                |

### NPO Radio 2 Top 2000
| Nummer met noteringen in de NPO Radio 2 Top 2000 | '21  | '22 | '23  | '24  |
| ------------------------------------------------ | ---- | --- | ---- | ---- |
| Last Train Home                                  | 1811 | 960 | 1287 | 1712 |

1. ↑  Een vetgedrukt getal geeft de hoogste notering aan.
2. ↑  2021 was het eerste jaar met een notering voor dit nummer.